# Метробанк
«Метробанк» — небольшой российский коммерческий банк, существовавший с 1993 до 2015 года. На момент отзыва лицензии, в Москве располагались головной офис и 10 филиалов банка, также один операционный офис находился в Ярославле. Полное официальное наименование — Акционерное общество «МЕТРОБАНК».

## История
Банк был создан в 1993 году с наименованием «Акционерный коммерческий банк „Колор-Банк“». Его учредителями выступили АО «Колорос», АО ЦМУ «Вариант» и АО ИИЦ «Контраст». В апреле 2004 года в банке сменилась команда управленцев. В III квартале 2004 года банк изменил название на Закрытое акционерное общество «Метробанк». В этом же году «Метробанк» получил статус ассоциированного члена VISA International.
В феврале 2005 года уставный капитал банка был увеличен до 150 млн рублей. 11 марта того же года банк получил лицензию профессионального участника рынка ценных бумаг на осуществление депозитарной деятельности сроком на 3 года, а 14 марта был принят в систему страхования вкладов.

Офис банка в Ярославле

В июле 2005 года около 50 % акций банка приобрёл сопоставимый по размеру казахский «Тексакабанк», специализировавшийся на обслуживании физических лиц Казахстана, и «Метробанк» активно вышел на рынок потребительского кредитования России. В то время владельцами «Тексакабанка» являлись американский бизнесмен Грегори Стьюдер (90,3 %) и украинский банкир Игорь Гекко (9,7 %). Однако в конце 2005 года владельцы продали «Тексакабанк» российскому «Сбербанку». «Метробанк» в сделку не вошёл.
15 августа 2005 года банк запустил первую в Рунете программу потребительского кредитования на приобретение физическими лицами товаров в интернет-магазинах. 1 декабря 2005 года стал лауреатом премии «Золотой банковский лев» в номинации «За достижения в области развития современных банковских технологий по итогам 2005 года».
В апреле 2006 года «Метробанк» вошёл в состав «ABISS», сообщества организаций, деятельность которых направлена на развитие и продвижение Стандарта Банка России СТО БР ИББС «Обеспечение информационной безопасности организаций банковской системы Российской Федерации», став первым коммерческим банком России, в котором прошло внедрение данного стандарта. Стандарт был разработан на основе международных стандартов ISO 17799/BS7799 и стал первым стандартом в области информационной безопасности банковских организаций России. Специалисты банка входили в состав координационного комитета по разработке СТО БР ИББС. Опыт банка использовался Банком России и многими российскими банками как при внедрении данного стандарта, так и обучении сотрудников служб информационной безопасности.
В мае 2006 года стал одним из первых банков (второй «Внешэкономбанк»), для которых ПФР открыл в бюро кредитных историй доступ к информации о пенсионных отчислениях граждан.
В том же году собранная из работников «Метробанка» футбольная команда приняла участие в Кубке РБК по мини-футболу.
В январе 2007 года уставный капитал банка был увеличен до 1,5 млрд рублей. С мая этого же года банк начал выдавать автокредиты. А августе головной офис банка переехал с улицы Пречистенка на Можайский Вал.
В период финансового кризиса в банковском секторе наблюдалось увеличение объёмов просроченной задолженности, требующее отчисления значительных средств в резервы. В конце 2008 года рамках двухнедельной акции «Новый год без долгов» «Метробанк» первым среди российских банков отменил штрафные санкции по всем розничным кредитам, при условии полной оплаты просроченной задолженности. Также в 2008 году в банке появились мультивалютные вклады с единой для всех валют процентной ставкой и соблюдением заданной банком пропорции валют до окончания срока вклада.
В этом же году у входа в головной офис «Метробанка» на улице Можайский Вал был установлен один из самых необычных и загадочных памятников Москвы — «Восставшие коммуникации» в исполнении Кирилла Александрова, ставший по мнению сотрудников банка, символом организации.
24 марта 2009 года Федеральная служба по финансовым рынкам выдала банку лицензии на осуществление дилерской, депозитарной деятельности и деятельности по управлению ценными бумагами. 23 апреля 2009 года рейтинговое агентство «Эксперт РА» присвоило «Метробанку» рейтинг кредитоспособности на уровне В++ «Приемлемый уровень кредитоспособности». 3 июня 2010 года рейтинг был отозван в связи с истечением его срока действия и отказом банка от актуализации.
11 ноября 2009 года банк получил целевой кредит в размере 57 млн рублей от «Российского банка развития», в рамках программы финансовой поддержки малого и среднего предпринимательства.
В рейтинге, составленном порталом Банки.ру по состоянию на 1 апреля 2012 года, «Метробанк» занимал 245 место в банковской системе России по размеру чистых активов.
В сентябре 2012 года банк выступал соандеррайтером выпуска облигаций ОАО АКБ «Пробизнесбанк».
29 сентября 2014 года собранием акционеров банка было принято решение об изменении наименования Закрытого акционерного общества «МЕТРОБАНК» на Акционерное общество «МЕТРОБАНК». 27 января 2015 года новое название было внесено в Единый государственный реестр юридических лиц.
1 июня 2015 года лицензия на осуществление банковской деятельности была отозвана.

## Деятельность

Памятник «Восставшие коммуникации» у головного офиса банка

Банк позиционировал себя на рынке как универсальный региональный банк, оказывающий широкий спектр услуг физическим и юридическим лицам. Если в первые годы деятельности компании акцент делался на развитии розничного бизнеса, то в последние годы основное внимание уделялось кредитованию корпоративных клиентов, в том числе и компаний-нерезидентов, и осуществлению операций с иностранной валютой. Банк располагал лицензиями, позволяющими осуществлять управление ценными бумагами, брокерскую, депозитарную и дилерскую деятельность. Активно работал на рынке межбанковского кредитования и рынке ценных бумаг.
Являлся членом Ассоциации Российских Банков, ассоциированным членом VISA International, аффилированным членом MasterCard Worldwide, участником системы расчетов Платежная система «Рапида», входил в состав торгов Фондовой секции ММВБ, банк проводил операции с дорожными чеками American Express, а также являлся партнером системы денежных переводов Western Union. На рынке межбанковского кредитования «Метробанк» участвовал, выступая в роли нетто-заемщика.
С февраля 2013 года был подключен к сервисам ГИС ГМП.
В рейтинге финансовой устойчивости банков «РБК.Рейтинг» банк относился ко второй группе финансовой устойчивости среди средних российских банков.

### Показатели деятельности
Ключевым источником средств банка являлись вклады частных лиц. В структуре прибыли банка преобладали процентные и комиссионные доходы. По данным на начало 2014 года, активы банка составляли 12 837 млн рублей, собственный капитал — 1 779 млн рублей.
| Показатель (млн. руб.)         | 2006  | 2007     | 2008     | 2009     | 2010     | 2011     | 2012      | 2013      | 2014      |
| ------------------------------ | ----- | -------- | -------- | -------- | -------- | -------- | --------- | --------- | --------- |
| Активы                         | 807,5 | ▲3 894,8 | ▲3 979,1 | ▼3 850,8 | ▲5 849,9 | ▲8 022,3 | ▲10 792,7 | ▲13 063,9 | ▲13 754,7 |
| Собственный капитал            | 176,4 | ▲1 550,4 | ▲1 578,1 | ▲1 579,6 | ▼1 579,1 | ▲1 668,8 | ▲1 701,2  | ▲1 761,1  | ▲1 836,9  |
| Нераспределенная прибыль       | 0,3   | ▲27,3    | ▲33,9    | ▲38,9    | ▼20,7    | ▲53,4    | ▼40,5     | ▲68,9     | ▲82,5     |
| Средства частных лиц           | н/д   | н/д      | н/д      | 815,4    | ▲2 468   | ▲4 662,4 | ▲5 563,5  | ▲6 810,1  | ▲9 324,2  |
| Депозиты частных лиц           | 191,7 | ▲426,7   | ▲554,5   | ▲750,3   | ▲2 334,4 | ▲4 394,9 | ▲5 206,3  | ▲6 497,8  | ▲8 900,8  |
| Расчетные счета физических лиц | н/д   | н/д      | н/д      | н/д      | 133,6    | ▲267,5   | ▲357,2    | ▼312,4    | ▲423,3    |
| Общие обязательства            | 631,2 | ▲2 344,5 | ▲2 401   | ▼2 271,2 | ▲4 270,8 | ▲6 353,5 | ▲9 091,5  | ▲11 302,9 | ▲11 917,8 |

По итогам 2013 года объём нераспределенной прибыли компании вырос на 11,90 млн рублей и составил 68,9 млн рублей. По итогам IV квартала 2013 года рентабельность собственного капитала банка составила 3,97 %, рентабельность активов банка за тот же период равнялась 0,55 %, что немного ниже среднего аналогичного показателя 30 крупнейших банков России. За тот же период отмечен рост уровня капитализации банка до 13,85 % в силу увеличения собственного капитала при одновременном сокращении объёма активов банка. Объём просроченной ссудной задолженности банка на начало 2014 года составил 81,66 млн рублей, что составляет 0,93 % от общего кредитного портфеля. При этом на 1,13 млн рублей сократились резервы на возможные потери, составив 380,72 млн рублей или 4,32 % кредитного портфеля. Банковские резервы на возможные потери по ссудам покрывают текущую просроченную ссудную задолженность с коэффициентом 4,66. В целом кредитный портфель банка характеризуется меньшей долей просроченной ссудной задолженности относительно аналогичного среднего показателя 30 крупнейших банков России.

## Собственники и руководство
Согласно раскрываемым данным, акционерами Метробанка на момент завершения его деятельности выступали Валерий Гекко (81,05 % акций) и американская компания Finance and Investment of Texas, Inc. (18,95 %). Бенефициарами последней на тот момент являлись граждане США Виктор Барышев и Грегори Стьюдер.

### Совет директоров банка
В совет директоров банка на момент его закрытия входили:
- Грегори Н. Стьюдер — председатель совета директоров[55][72].
- Гекко Валерий Витальевич — заместитель председателя совета директоров[73].
- Калвин Б. Ривз — член совета директоров[55][73].
- Маров Дмитрий Владиславович — член совета директоров[55][73].
- Барышев Виктор Николаевич — член совета директоров[55][73].

### Правление банка
В правление банка на момент его закрытия входили:
- Гудым Максим Владимирович — председатель правления[73].
- Лысенкер Владлен Леонидович — заместитель председателя правления[55][73].
- Антуфьев Александр Валентинович — заместитель председателя правления[73].
- Фомичева Римма Федоровна — главный бухгалтер[73].

### Комментарии
1. ↑  Первоначально было заявлено о проведении акции с 15 по 30 декабря 2008 года, но в январе следующего года она была продлена до 1 марта.
2. ↑  Согласно требований Федерального закона от 5 мая 2014 года N 99-ФЗ «О внесении изменений в главу 4 части первой Гражданского кодекса Российской Федерации и о признании утратившими силу отдельных положений законодательных актов Российской Федерации».
3. ↑  Нет данных